# En bonde i vår by
En bonde i vår by, Roud 6306, är en gammal folkvisa som handlar om en bonde. Den är vanlig som sånglek, och används även som titelmelodi till TV-programmet Bonde söker fru. På engelska heter sången The Farmer in the Dell. Tyska migranter förde med sig sången till Nordamerika. 

## Ringlek
Man väljer en bonde. Ringen går åt ena hållet, bonden åt andra. Bonden tar en fru i ringen och dansar med henne. Frun tar ett barn och så vidare. Till sist kommer osten med. Osten blir sedan ny bonde då man börjar om.

## Publikation
- Lek med toner, 1971, angiven som "engelsk sånglek"
- Barnvisboken, 1977, angiven som trad. (England)
- Barnvisor och sånglekar till enkelt komp, 1984

### Fotnoter
1. ↑  I. Opie and P. Opie, The Singing Game (Oxford: Oxford University Press, 1985), pp. 183-9.